# Broozer
Broozer ist eine australische Sludge-Band aus Melbourne, die 2010 gegründet wurde.

## Geschichte
Die Band wurde 2010 gegründet. 2012 war die Gruppe auf dem Bastardfest zu sehen, ehe sie 2013 in Sydney am Slaughterfest teilnahm. 2012 erschien über Grindhead Records das Debütalbum 12.04.12, das unter der Leitung von Jason Fuller in den Melbourner Goatsound Studios aufgenommen worden war. Bei demselben Label wurde 2015 das zweite Album II veröffentlicht. Die Band ist in ihrer Karriere bisher unter anderem zusammen mit Beastwars, Monarch!, Blood Duster, Psycroptic, King Parrot, Captain Cleanoff aufgetreten und war zudem auf Festivals wie dem Bloodrock Fest in Perth oder dem Comafest in Sydney zu sehen.

## Stil
Laut Brian Giffin in seiner Encyclopedia of Australian Heavy Metal spielt die Band schweren, technisch etwas anspruchsvollen Sludge. Robyn Morrison von heavymag.com.au befand in seiner Rezension zu II, dass die Band mehr mit Bands wie Exhorder oder Autopsy gemeinsam hat, als etwa mit Acid Bath. Besonders auffällig in den Songs sei der Bass, der gelegentlich fuzzig klinge. Die Songs würden zwischen Grooves und mehr an Death oder an Old-School-Death-Metal erinnernde Passagen schwanken. In manchen Songs kämen Film-Samples zum Einsatz und auch Ausflüge in den Hardcore Punk seien charakteristisch. Die Band spiele zwar Sludge, werde jedoch mit der Straffheit und Attitüde von Death Metal präsentiert. Benjen Merritt von metalobsession.net rezensierte das Album ebenfalls und stellte fest, dass Broozer nicht wie andere Sludge-Bands in den Stoner Metal oder Psychedelic Rock abgleite, sondern dem Genre treu bleibe. Dabei verwende man simple, kernige Riffs und aggressiven Gesang. Die Riffs würden einen chaotischen Eindruck machen. In den Songs verwende die Gruppe teils ungerade Taktangaben.

## Diskografie
- 2012: 12.04.12 (Album, Grindhead Records)
- 2015: II (Album, Grindhead Records)